# Taketo Shiokawa
Taketo Shiokawa (塩川 岳人 Shiokawa Taketo?), född 17 december 1977 i Shizuoka prefektur, är en japansk före detta fotbollsspelare.
Shiokawa började sin karriär 1996 i Montedio Yamagata. 1999 flyttade han till Oita Trinita. Efter Oita Trinita spelade han för Kawasaki Frontale, Yokohama F. Marinos och Tokushima Vortis. Han avslutade karriären 2008.